# الحائرة (حزم العدين)

تعديل مصدري - تعديل

الحائرة محلة تابعة لقرية بني شداد، التابعة لعزلة حقين بمديرية حزم العدين إحدى مديريات محافظة إب في الجمهورية اليمنية، بلغ تعداد سكانها 23 حسب تعداد اليمن لعام 2004.